# Amador Sanchis Mora
Amador Sanchis Mora (València, segle XIX - dècada del 1950) fou un esportista i dirigent esportiu valencià, fundador del Gimnàstic Futbol Club, predecessor del Llevant Unió Esportiva.
També exercí com a periodista esportiu, amb el pseudònim Seg.

## Biografia
Vinculat al Patronat de la Joventut Obrera, impulsa la fundació del Gimnàstic Futbol Club el 16 de setembre del 1909. Com a futbolista, exercí com a defensa, posició en el camp que compaginà amb la de directiu de l'equip.
Fou president del club el 1919, quan es club es desvincula de l'entitat catòlica, i liderà la construcció del Camp de la Soledat, el primer estadi del club fora dels terrenys del Patronat de la Joventut Obrera.
Gran aficionat al futbol, assistia a vore partits tant al camp de Vallejo com a Mestalla, i amb l'inici de la professionalització del futbol, va defensar el discurs del Gimnàstic com a equip degà de la Ciutat de València, així com el caràcter no mercantilitzat del seu equip.
Com a dirigent esportiu, a més de president del Gimnàstic, també ho va ser de la Federació Valenciana de Futbol, així com posteriorment del Llevant UE.